# Mademoiselle ma mère (pièce de théâtre)
Pour les articles homonymes, voir Mademoiselle ma mère.
Mademoiselle ma mère est une pièce de théâtre en trois actes de Louis Verneuil, créée le 24 février 1920 au théâtre Femina.

## Argument
Une jeune fille, Jacqueline Vignol, a été contrainte d'épouser Albert Letournel, un veuf quinquagénaire qui avait prétendu être son amant. Mais ce mariage forcé n'a pas été consommé car Jacqueline se refuse à son mari qui s'en désole et tente de susciter sa jalousie en courtisant d'autres femmes.
Georges, le fils d'Albert Letournel, montre une certaine hostilité envers sa jeune belle mère qu'il nomme pompeusement "Ma mère", ce qui agace cette dernière. Un jeune mondain, Julien de Moreuil, fait une cour pressante à Jacqueline qui, stressée par les reproches de son mari et les critiques de son beau-fils, finit par accepter un rendez-vous. Elle quitte la maison sous le prétexte d'aller embrasser son père au Havre mais rejoint Moreuil qui la conduit dans un hôtel où il a ses habitudes. Mais sa maîtresse, Fanny Juillet, en ayant été informée, prévient Georges qui se précipite à l'hôtel pour surprendre le couple.
Son arrivée interrompt le tête à tête de Jacqueline et Julien de Moreuil et il s'ensuit une dispute, tempérée par le maître d'hôtel qui prend Georges pour le mari trompé. La scène révèle bientôt que l'agressivité de Georges envers Jacqueline dissimule un tendre sentiment. Enfin, Julien de Moreuil, découvrant que sa maîtresse est informée de l'aventure, s'en va en empruntant la voiture de Georges. 
Georges et Jacqueline sont ainsi contraints de passer la nuit dans la même suite.
Le lendemain, c'est le maître d'hôtel, croyant que Georges est le mari de Jacqueline, qui vient apporter à Albert Letournel, la bonne nouvelle : son fils et son épouse se sont réconciliés. Cette situation cornélienne se dénoue lorsque Georges découvre que Jacqueline est toujours une vraie jeune fille. 

## Principales productions
Théâtre Femina (1920)
Création le 24 février 1920 avec Gaby Morlay, Denise Grey, Louis Verneuil, André Lefaur, Félix Galipaux, André Alerme...
Théâtre Marigny (1981)
Au théâtre ce soir. Mise en scène de Robert Manuel, avec Pierre Arditi, Gérard Séty, Marie Léonetti, Robert Manuel, Annick Roux, Laurence Badie, Jean-Claude Islert

## Adaptation cinématographique
- 1937 : Mademoiselle ma mère d'Henri Decoin